# Protophyta benigna
Protophyta benigna är en fjärilsart som beskrevs av Turner 1939. Protophyta benigna ingår i släktet Protophyta och familjen mätare. Inga underarter finns listade i Catalogue of Life.